# Jay Cutler
Jay Christopher Cutler (Santa Claus, 29 aprile 1983) è un giocatore di football americano statunitense che ha militato nel ruolo di quarterback nella National Football League (NFL).
Cutler fu scelto come 11º assoluto nel Draft NFL 2006 dai Denver Broncos. Nel 2009 passò ai Chicago Bears dove trascorse il resto della carriera fino al 2016. Al college giocò a football per i Vanderbilt Commodores.
Il 1º maggio 2008 annunciò di soffrire di diabete di tipo 1 e che avrebbe dovuto sottoporsi giornalmente a iniezioni di insulina.

## Carriera universitaria
Cutler disputò cinque stagioni con i Commodores, indossando la maglia numero 6 in 45 partite nel ruolo di quarterback. In totale, passò per 8.697 yard, con 59 touchdown e 36 intercetti, correndo inoltre 453 volte con 17 touchdown per 1.256 yard totali. Nei suoi anni universitari ottenne i seguenti riconoscimenti:
- First-team Freshman All-SEC secondo l'Associated Press (2002)
- Third-team Freshman All-American secondo The Sporting News (2002)
- First-team All-SEC (2005)
- Giocatore offensivo dell'anno della SEC (2005).

## Carriera professionistica

### Denver Broncos

#### Stagione 2006
Al draft NFL 2006, Cutler fu selezionato come 11a scelta assoluta dai Broncos. Il 27 luglio 2006 firmò un contratto di 6 anni per un totale di 48 milioni di dollari, di cui 11 milioni garantiti.
Dopo un training camp, Cutler venne promosso dal 3º al 2º posto come quarterback dei Broncos superando il compagno di squadra Bradlee Van Pelt.
Il 27 novembre 2006, l'allenatore capo Mike Shanahan annunciò che avrebbe sostituito il quarterback titolare Jake Plummer con Cutler.
Debuttò nella NFL il 3 dicembre contro i Seattle Seahawks indossando la maglia numero 6, perdendo la partita per 23 a 20. Cutler completò 10 passaggi su 21 per 143 yard con due touchdown e due intercetti. Nella stessa partita lanciò un touchdown da 71 yard per Brandon Marshall, il secondo più lungo passaggio tra due debuttanti nella storia Broncos.
La sua prima vittoria venne nella sua terza partenza da titolare, il 17 dicembre fuori casa ai danni degli Arizona Cardinals per 37-20. Completò con 21 passaggi su 31 per 261 yard con due touchdown e un intercetto e un rating di 101,7. Cutler portò i Broncos nuovamente alla vittoria contro i Cincinnati Bengals, 24-23, nell'ultimo quarto.

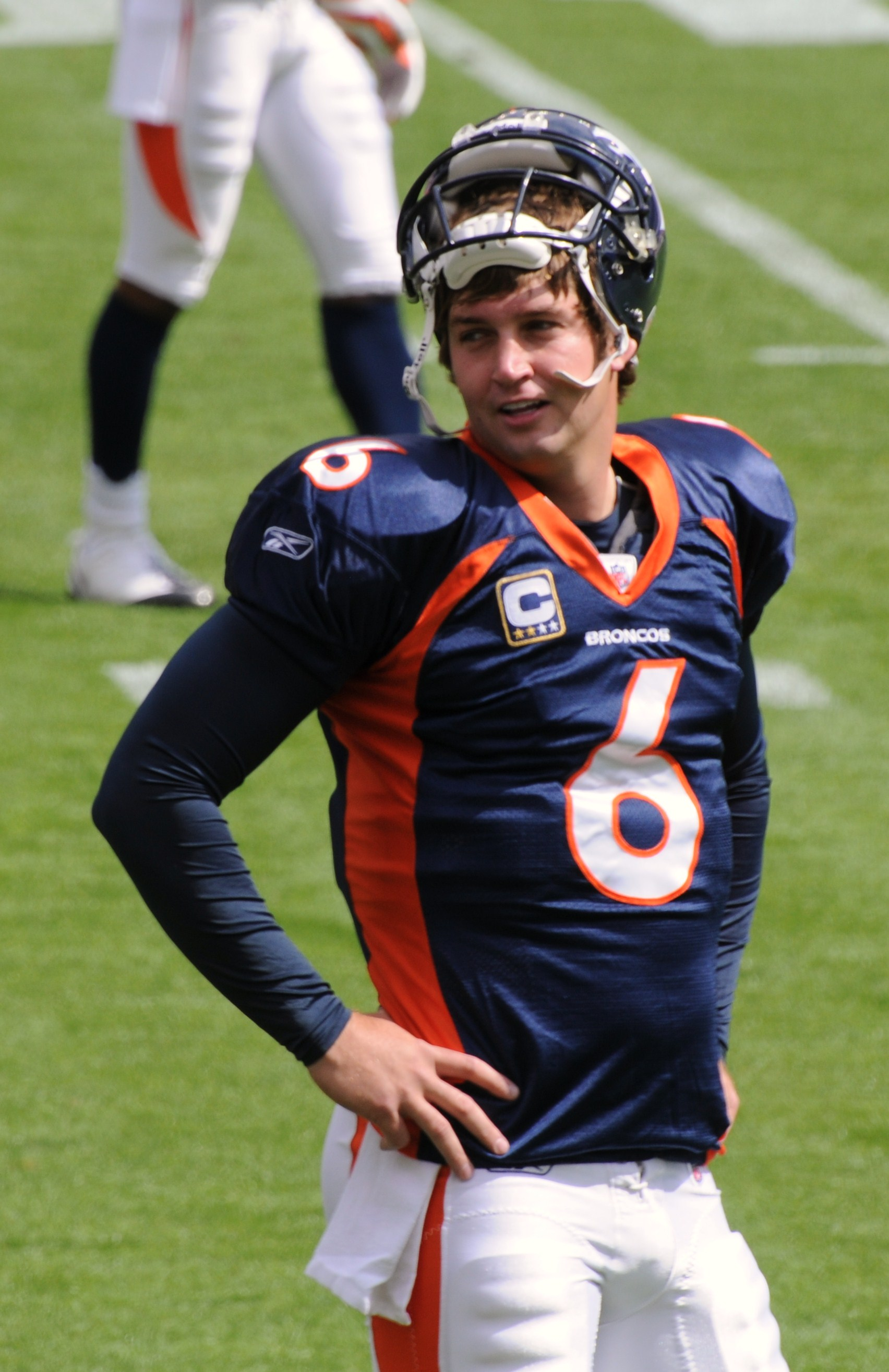
Cutler nel 2008 con la maglia dei Broncos

Cutler divenne solo il secondo rookie nella storia della lega (il quinto giocatore in assoluto) a lanciare almeno due passaggi da touchdown in ognuna
delle sue prime quattro partite da titolare. L'unico altro rookie a compiere l'impresa fu Dan Marino nella sua stagione d'esordio, il 1983.

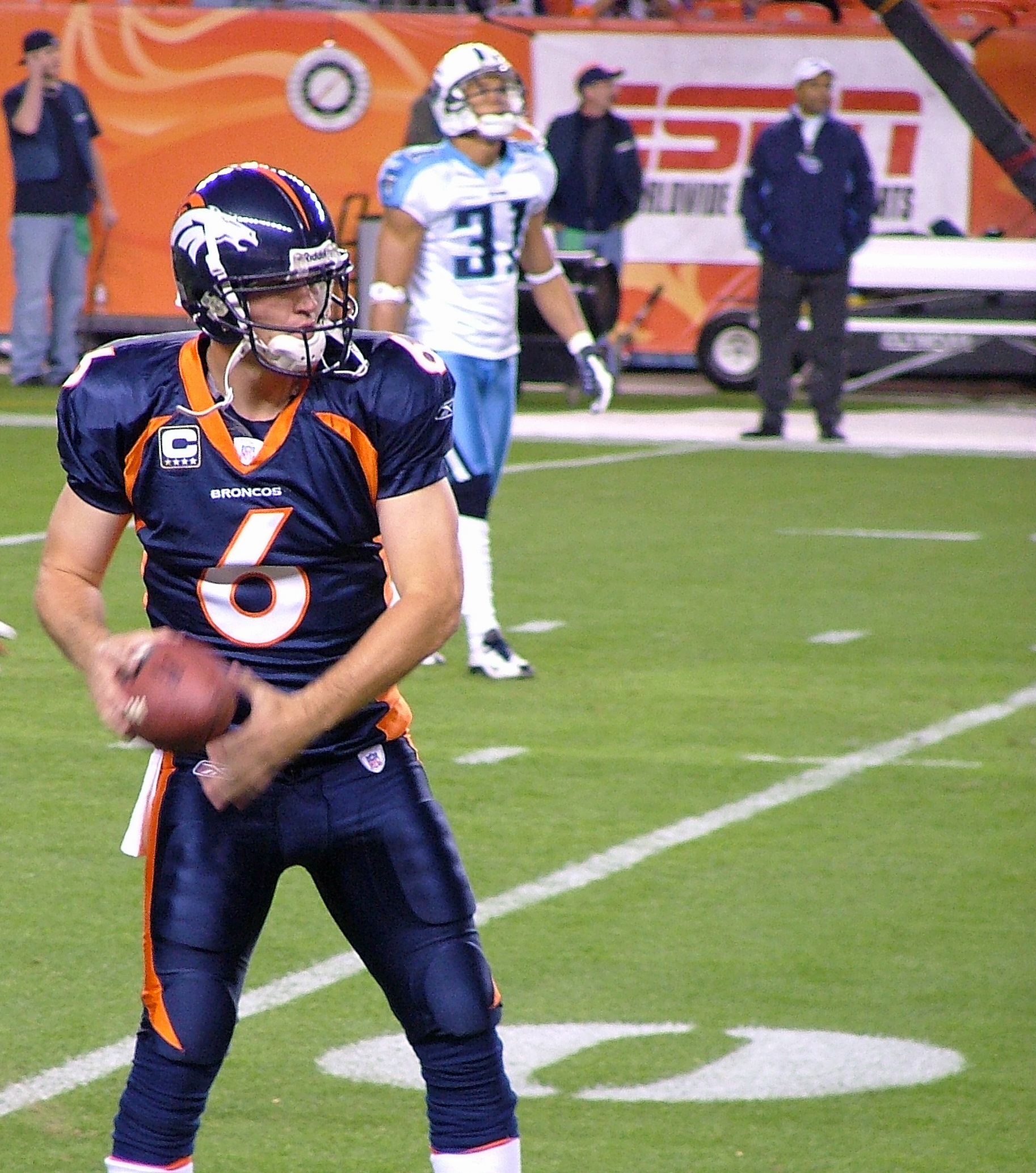
Cutler in un Monday Night Football del 2007 contro i Titans.

In cinque partite giocate, Cutler terminò con un record di 2 vittorie e 3 sconfitte.

#### Stagione 2007
Cutler iniziò come quarterback titolare nella stagione 2007. Nella prima partita della stagione contro i Buffalo Bills, Jay condusse la rimonta dopo che i Broncos furono in svantaggio di 12 punti. Nella seconda partita contro gli Oakland Raiders, Cutler condusse i Broncos a una seconda vittoria ai supplementari
Dopo il turno di riposo della 6a settimana, Cutler batté i Pittsburgh Steelers per 31-28, concludendo con un rating di 106,7. Nella partita successiva contro i Tennessee Titans terminò con un notevole rating di 137,0.
La stagione regolare si concluse con un record di 7 vittorie e 9 sconfitte. Cutler col 12º passer rating della lega (88,1) e decimo nella classifica delle yard totali lanciate (3497).

#### Stagione 2008
Prima dell'inizio della stagione Cutler e Daniel Graham vennero votati come capitani della formazione offensiva attacco. Nella prima partita, vinta contro gli Oakland Raiders concluse con un rating di 137,5 lanciando per 441 yard. Nella seconda partita, vinta contro i San Diego Chargers, Cutler completò 36 passaggi su 50 per 350 yard. I Broncos conclusero il mese di settembre con 3 vittorie ed una sconfitta e Cutler venne nominato miglior giocatore offensivo del mese della AFC. Nella 10a settimana contro i Cleveland Browns, Cutler fu nominato miglior giocatore della settimana della AFC e vinse il FedEx Ground Player grazie alla sua ottima prova con 3 touchdown e un intercetto e 447 yard lanciate.
Nel prosieguo della stagione, Cutler altre due volte il premio di FedEx Ground Player e a fine stagione ottenne la sua prima convocazione per giocare il Pro Bowl.

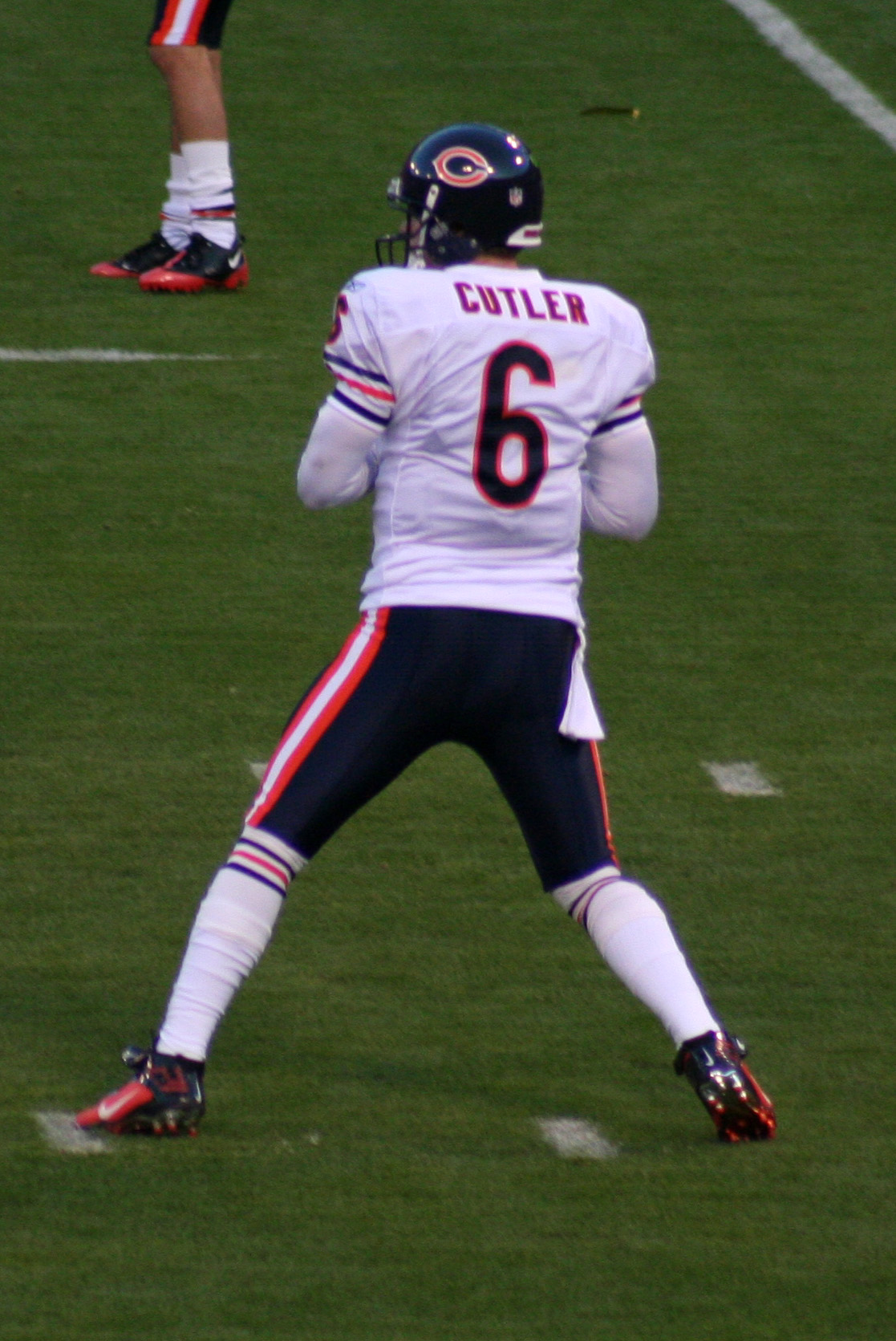
Jay Cutler nel 2009 contro i 49ers.

### Chicago Bears

#### Stagione 2009
Il 2 aprile 2009, Cutler venne ceduto ai Bears insieme alla 140a scelta del draft NFL 2009 in cambio del quarterback Kyle Orton, della 10a e 84a scelta del draft 2009 e della 11a scelta del draft NFL 2010. Il 20 ottobre, Cutler firmò un contratto di due anni per un totale di 30 milioni di dollari. Nella 16 a settimana vinse il titolo di miglior giocatore offensivo della settimana della NFC.

#### Stagione 2010
Nella prima settimana della stagione 2010, Cutler vinse il suo quinto titolo di quarterback della settimana. Nel quarto turno subì ben 9 sack prima di subire una commozione cerebrale, terminando in anticipo la partita. I Bears ottennero la qualificazione ai play-off ma contro i Green Bay Packers Cutler non disputò una buona partita a causa un infortunio al legamento mediale collaterale e i Bears furono eliminati prematuramente dalla post-season.

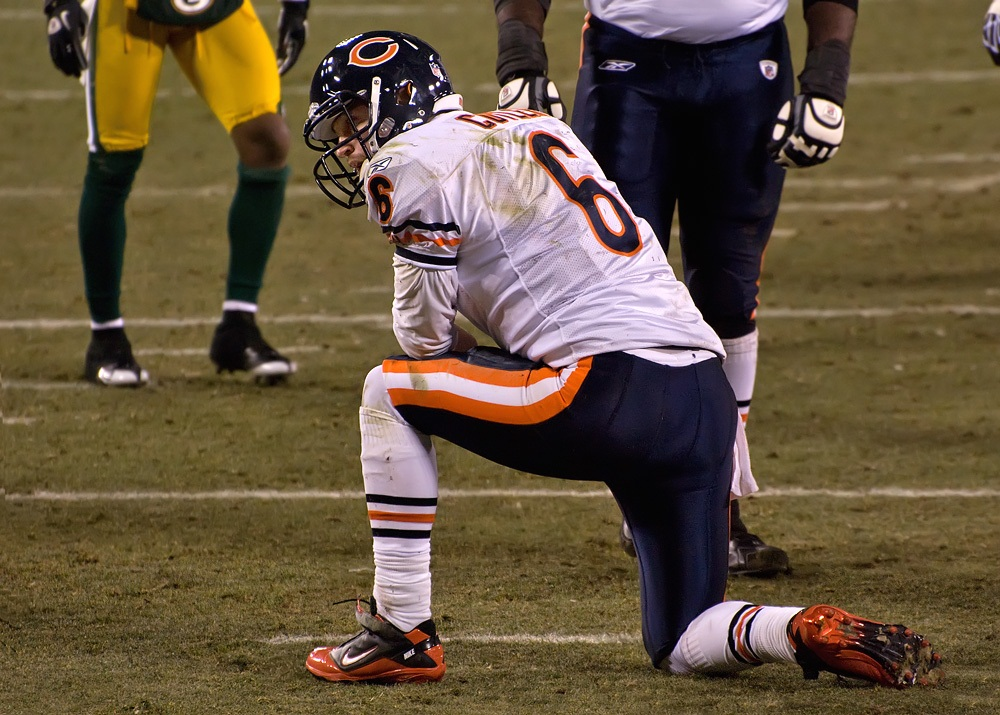
Cutler nel 2011 contro i Packers.

#### Stagione 2011
Dopo un avvio positivo coi Bears con un record di 7 vittorie e 3 sconfitte, il 20 novembre 2011 contro i San Diego Chargers, Cutler si ruppe il pollice della mano che usava per lanciare, finendo sulla lista infortunati e concludendo in anticipo la stagione regolare. Senza il loro quarterback titolare, i Bears naufragarono e non riuscirono a qualificarsi per i playoff.

#### Stagione 2012
I Bears assunsero l'ex allenatore dei quarterback dei Broncos Jeremy Bates, il quale tornò a lavorare con Cutler. Cutler si riunì anche con un altro ex giocatore dei Broncos, il wide receiver Brandon Marshall, che i Bears acquisirono dai Miami Dolphins.
Il 9 settembre, nel debutto stagionale vinto nettamente contro gli Indianapolis Colts per 41-21, Cutler passò per 333 yard e 2 touchdown. Il giovedì successivo, Jay, nella sconfitta contro i Green Bay Packers, disputò una delle peggiori gare della carriera, completando 11 passaggi su 27 tentativi per 126 yard e un passaggio da touchdown, subendo ben 4 intercetti e 7 sack.

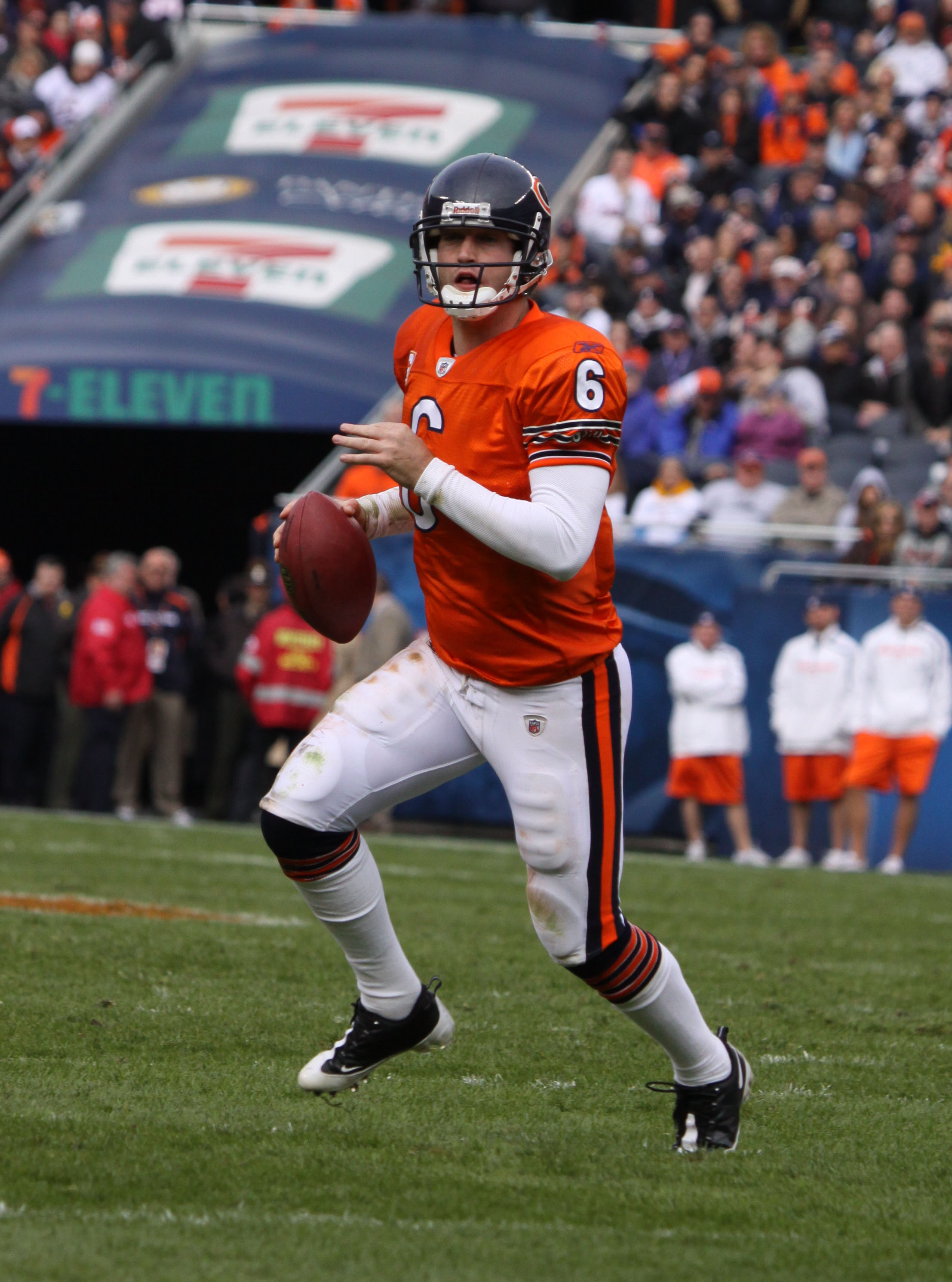
Cutler nel 2010.

Nella settimana 3 i Bears tornarono alla vittoria contro i St. Louis Rams: Cutler passò per 183 yard subendo un intercetto. Nella settimana successiva, i Bears si portarono sul record di 3-1 con la vittoria sui Cowboys nel Monday Night Football: Jay passò 275 yard e due touchdown. Nel turno successivo Chicago vinse nettamente contro i Jaguars per 41-3 con il quarterback che passò 292 yard con due passaggi da touchdown e un intercetto.
Nella settimana 8 i Bears si portarono su un record di 6-1 battendo all'ultimo istante di gara i Panthers con Cutler che passò 186 yard con un touchdown e un intercetto. La sesta gara consecutiva Chicago la vinse contro i Titans segnando ben 51 punti con Cutler che passò 229 yard e tre touchdown, tutti per Brandon Marshall. Nella sfida della settimana 10 tra due delle squadre più in forma della lega, i Texans batterono i Bears con Cutler che fu costretto a uscire a causa di una commozione cerebrale, prima della quale aveva lanciato due intercetti, venendo sostituito da Jason Campbell. Per questo infortunio Cutler non scese in campo neanche nel turno successivo in cui i Bears persero coi Niners.
Tornato in campo nella settimana seguente, Cutler guidò la squadra a una netta vittoria sui Vikings passando 188 yard e un touchdown (un intercetto subito). Nella settimana 13 i Bears persero ai supplementari una gara rocambolesca coi Seattle Seahawks. Cutler tuttavia giocò bene passando 233 yard con 2 touchdown e nessun intercetto subito.
La domenica successiva, i Bears in caduta libera persero la quarta gara nelle ultime 5 partite contro i Vikings con Cutler che lanciò 260 yard, 1 touchdown e subì 2 intercetti. Un'altra arrivo nel turno seguente contro i Packers, iniziando a mettere a rischio la partecipazione ai playoff della squadra. Cutler passò un touchdown e subì 2 intercetti.
Il 23 dicembre, 146 yard passate e un touchdown permisero a Chicago di interrompere la sua striscia negativa e rimanere aggrappati alla possibilità di raggiungere una wild card per i playoff. La contemporanea vittoria dei Vikings rese inutile la vittoria dei Bears nell'ultimo turno di campionato sui Lions, condannando la squadra a rimanere ancora fuori dai playoff. Cutler passò 257 yard e un touchdown.

#### Stagione 2013
Nella prima gara della stagione, Cutler guidò i Bears alla vittoria dopo una gara tirata contro i Bengals, grazie al touchdown del sorpasso da 19 yard nel quarto periodo per Brandon Marshall. La sua gara si concluse con 242 yard passate, 2 touchdown e un intercetto. I Bears vinsero anche la gara successiva sul filo di lana, grazie a un passaggio da touchdown di Cutler per Martellus Bennett a dieci secondi dal termine che firmò il sorpasso di Chicago. La prima sconfitta stagionale giunse nella settimana 4 contro i Lions in cui Cutler perse quattro palloni, di cui 3 intercetti, terminando con 317 yard e 2 TD.
Nella settimana 5 i Bears persero la seconda gara consecutiva contro i Saints malgrado 358 yard e 2 TD passati dal quarterback. La serie negativa si interruppe il giovedì successivo battendo i Giants, con Cutler che passò 262 yard e 2 touchdown. Nella gara della settimana 7 contro i Redskins, Cutler si infortunò all'inguine, uscendo dal campo senza farvi più ritorno. Dopo aver perso due gare, tornò ad essere nominato titolare per la settimana 10 ma giocò evidentemente limitato dall'infortunio e nel finale di gara fu nuovamente costretto a uscire per un nuovo infortunio alla caviglia e perse le successive quattro partite. Malgrado le ottime prestazioni del suo sostituto Josh McCown, all'alba della settimana 15 Cutler fu nominato titolare per la gara contro i Browns. Dopo essersi scrollato di dosso un po' di ruggine condusse la squadra alla vittoria terminando con 265 yard, 3 touchdown e 2 intercetti subiti. La settimana successiva le cose non andarono altrettanto bene subendo un'imbarazzante sconfitta per 54-11 dagli Eagles in cui passò 222 touchdown, 1 touchdown e subì un intercetto. Nell'ultima sfida della stagione contro i Packers, in cui la vincente avrebbe vinto la division e la perdente sarebbe stata esclusa dai playoff, Cutler fu ancora deludente, facendosi intercettare nel finale mentre tentava di rimontare lo svantaggio di 33-28. Con la sconfitta, Chicago rimase fuori dai playoff per la sesta volta negli ultimi sette anni. La stagione di Cutler si concluse con 2.621 yard passate, 19 touchdown e 12 intercetti in 11 presenze.

#### Stagione 2014
Il 2 gennaio 2014, il general manager Phil Emery annunciò la firma di un nuovo contratto di sette anni per 54 milioni di dollari di Cutler coi Bears, fino al 2020. La stagione iniziò però con una sconfitta a sorpresa contro i Bills ai supplementari in cui un altalenante Cutler passò 349 yard, 2 touchdown e subì 2 intercetti con errori che alla fine risultarono decisivi. La prima vittoria giunse contro i 49ers la domenica successiva in rimonta, in cui il quarterback passò quattro touchdown (di cui tre nel quarto periodo), rovinando il debutto degli avversari nell'appena costruito Levi's Stadium. Nella settimana 3 Chicago vinse ancora in trasferta nel Monday Night contro i Jets in cui Jay passò 225 yard e 2 touchdown. Seguirono due sconfitte consecutive contro Green Bay e Carolina, prima che i Bears tornassero alla vittoria nella settimana 6 contro Atlanta con un nuovo massimo stagionale del quarterback per yard passate, 381, con un touchdown. Delle successive otto partite, Chicago ne vinse solo due, l'ultima delle quali contro i Lions nella settimana 15 in cui Cutler subì tre intercetti, arrivando a quota 24 palloni persi in stagione, il peggiore risultato di tutta la lega. Malgrado il ricco contratto firmato solo l'estate precedente, dopo quella prestazione i Bears gli revocarono il ruolo di titolare, affidandolo a Jimmy Clausen, un giocatore che non scendeva in campo dal 2010. In quella gara, persa coi Lions, Clausen subì una commozione cerebrale, così Cutler tornò titolare per l'ultimo turno, perso contro i Vikings. La squadra terminò così con un record di 5-11, il peggiore degli ultimi dieci anni. Cutler guidò la NFL in intercetti subiti (18, assieme a Philip Rivers), con 3.812 yard passate e 28 touchdown.

#### Stagione 2015

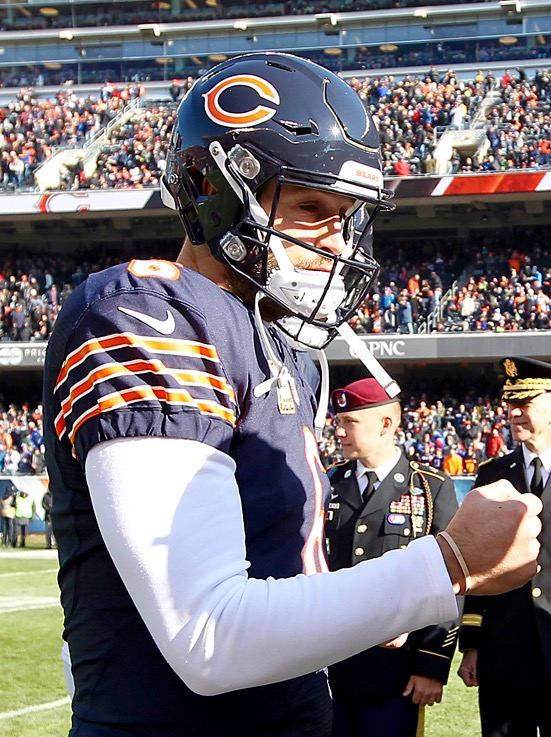
Cutler nel 2015

Dopo avere perso la prima gara contro i Packers, nella seconda Cutler fu costretto ad abbandonare il campo per un infortunio al quadricipite. Saltò anche la trasferta successiva a Seattle, prima di tornare titolare nella settimana 4, in cui guidò la squadra nei secondi finali a trovarsi in posizione utile per calciare il field goal della vittoria sui Raiders, la prima sotto la direzione del nuovo allenatore John Fox. I Bears vinsero anche sette giorni dopo grazie a un paio di touchdown passati da Cutler nel quarto periodo, iniziato con uno svantaggio di 17-3 in casa dei Chiefs. Con quella vittoria, raggiunse Jim McMahon per il maggior numero come quarterback titolare di Chicago. Nell'ottavo turno pareggiò il record di franchigia di Sid Luckman col 137º passaggio da touchdown con la maglia dei Bears. Superò tale primato la settimana successiva con due contro i Chargers, incluso quello a tre minuti dal termine per Zach Miller che diede la vittoria a Chicago. Il periodo positivo del quarterback e della franchigia continuò con la vittoria sui Rams in cui completò 19 passaggi su 24 per 258 yard e 3 TD.
Il Giorno del Ringraziamento, Cutler ottenne la sua prima vittoria al Lambeau Field con la maglia dei Bears, quando Chicago batté a sorpresa Green Bay, ottenendo la quarta vittoria consecutiva. La sua gara terminò con 200 yard passate e un touchdown. La stagione dei Bears si concluse all'ultimo posto della division con un record di 6-10, mentre Cutler passò 21 touchdown e 11 intercetti, terminando col miglior passer rating della carriera, 92,6.

#### Stagione 2016
Nella sconfitta della settimana 2 contro gli Eagles, Cutler si infortunò a un pollice, venendo sostituito da Brian Hoyer. Per tale motivo saltò le successive cinque partite, facendo ritorno nella sfida coi Vikings, dove passò 252 yard e touchdown nella vittoria per 20–10. Nella gara successiva faticò contro i Tampa Bay Buccaneers in una sconfitta in cui perse tre palloni, di cui un intercetto ritornato in touchdown dagli avversari. La settimana successiva nella sconfitta contro i Giants si infortunò a una clavicola, chiudendo in anticipo la sua stagione.
Il 9 marzo 2017, dopo otto stagioni Cutler fu svincolato dai Bears.

### Miami Dophins
Dopo avere annunciato il ritiro per dedicarsi all'attività di commentatore televisivo, il 6 agosto 2017 Cutler tornò sui suoi passi firmando un contratto di un anno per 10 milioni di dollari con i Miami Dolphins, alla ricerca di un quarterback dopo l'infortunio di Ryan Tannehill. Nel debutto con la nuova maglia guidò i Dolphins alla vittoria in casa dei Los Angeles Chargers passando 230 yard e un touchdown. Nel settimo turno fu costretto a lasciare la partita nel secondo tempo un infortunio alle costole. La squadra era in svantaggio di 14 punti ma la sua riserva Matt Moore la guidò alla vittoria. Dopo avere saltato la partita successiva, tornò in campo nella settimana 9 disputando la miglior gara stagione nella vittoria sugli Oakland Raiders in cui passò 311 yard e 3 touchdown, venendo premiato come quarterback della settimana per la prima volta dal 2010. Nella settimana 11, dopo tre intercetti subiti, fu costretto ad uscire nel secondo tempo per infortunio.
Nella settimana 14, i Dolphins batterono a sorpresa i Patriots campioni in carica nel Monday Night Football con Cutler che passò 263 yard e 3 touchdown. Quella fu l'ultima vittoria stagionale per la squadra, che perse tutte le ultime tre gare, chiudendo con un bilancio di 6-10. Cutler passò 2.666 yard, 19 touchdown e subì 4 intercetti. A fine stagione si ritirò definitivamente.

## Palmarès
- Convocazioni al Pro Bowl: 1

2008
- Quarterback della settimana: 6

10ª, 13ª e 14ª del 2008, 16ª del 2009 e 1ª del 2010, 9ª del 2017
- Miglior giocatore offensivo del mese della AFC: 1

settembre 2008
- Miglior giocatore offensivo della settimana della AFC: 1

10ª del 2008
- Miglior giocatore offensivo della settimana della NFC: 1

16ª del 2009

## Statistiche
Stagione regolare
| Anno     | Passaggi | Passaggi | Passaggi | Passaggi | Passaggi | Passaggi | Passaggi | Passaggi | Passaggi | Passaggi | Passaggi | Passaggi | Passaggi | Passaggi | Passaggi | Passaggi |  | Corse | Corse | Corse | Corse |
| Anno     | Squadra  | P        | PT       | V        | S        | Comp     | Ten      | %        | Yard     | Media    | Y/P      | TD       | Int      | Max      | Sack     | Rat      |  | Ten   | Yard  | Media | TD    |
| -------- | -------- | -------- | -------- | -------- | -------- | -------- | -------- | -------- | -------- | -------- | -------- | -------- | -------- | -------- | -------- | -------- |  | ----- | ----- | ----- | ----- |
| 2006     | Denver   | 5        | 5        | 2        | 3        | 81       | 137      | 59.1     | 1,001    | 7.3      | 200.2    | 9        | 5        | 71       | 13       | 88.5     |  | 12    | 18    | 1.5   | 0     |
| 2007     | Denver   | 16       | 16       | 7        | 9        | 297      | 467      | 63.6     | 3,497    | 7.5      | 218.6    | 20       | 14       | 68       | 27       | 88.1     |  | 44    | 205   | 4.7   | 1     |
| 2008     | Denver   | 16       | 16       | 8        | 8        | 384      | 616      | 62.3     | 4,526    | 7.3      | 282.9    | 25       | 18       | 93       | 11       | 86.0     |  | 57    | 200   | 3.5   | 2     |
| 2009     | Chicago  | 16       | 16       | 7        | 9        | 336      | 555      | 60.5     | 3,666    | 6.6      | 229.1    | 27       | 26       | 71       | 35       | 76.8     |  | 40    | 173   | 4.3   | 1     |
| 2010     | Chicago  | 15       | 15       | 10       | 5        | 261      | 432      | 60.4     | 3,274    | 7.6      | 218.3    | 23       | 16       | 89       | 52       | 86.3     |  | 50    | 232   | 4.6   | 1     |
| 2011     | Chicago  | 10       | 10       | 7        | 3        | 182      | 314      | 58.0     | 2,319    | 7.4      | 231.9    | 13       | 7        | 56       | 23       | 85.7     |  | 18    | 55    | 3.1   | 1     |
| 2012     | Chicago  | 15       | 15       | 10       | 5        | 255      | 434      | 58.8     | 3,033    | 7.0      | 202.2    | 19       | 14       | 60       | 38       | 81.3     |  | 41    | 233   | 5.7   | 0     |
| 2013     | Chicago  | 11       | 11       | 5        | 6        | 224      | 355      | 63.1     | 2,621    | 7.4      | 238.3    | 19       | 12       | 67       | 19       | 89.2     |  | 23    | 118   | 5.1   | 0     |
| 2014     | Chicago  | 15       | 15       | 5        | 10       | 370      | 561      | 66.0     | 3,812    | 6.8      | 254.1    | 28       | 18       | 74       | 38       | 88.6     |  | 39    | 191   | 4.9   | 2     |
| 2015     | Chicago  | 15       | 15       | 6        | 9        | 311      | 483      | 64.6     | 3,659    | 7.6      | 243.9    | 21       | 11       | 87       | 29       | 92.3     |  | 38    | 201   | 5.3   | 1     |
| Carriera | Carriera | 134      | 134      | 67       | 67       | 2,701    | 4,534    | 62.0     | 31,408   | 7.2      | 234.4    | 204      | 141      | 93       | 285      | 86.0     |  | 362   | 1,626 | 4.5   | 9     |